# Peter Dietzer
Peter Dietzer (* vor 1905; † nach 1956) war ein deutscher Verwaltungsbeamter.

## Leben
Peter Dietzer war ab 1905 in der Bürgermeisterei Küppersteg und wurde 1923 Steuerdirektor in Leverkusen. Von 1927 bis 1933 war er Direktor der Bauverwaltung der Stadt. 1933 wurde er von den Nationalsozialisten zwangsweise in den Ruhestand versetzt und bis Kriegsende nur noch vereinzelnd beschäftigt. Am 1. Juli 1945 wurde er mit der Leitung des Wiederaufbauamtes betraut. Am 4. Oktober 1945 wurde er zum Bürgermeister der Stadt Langenfeld (Rheinland) gewählt. Ein Jahr später erfolgte sein Wahl; Karl Aschenbroich, von der Militärregierung ernannt, wurde Bürgermeister; in das neu errichtete Amt des Stadtdirektors auf. In dieser Funktion war er hauptamtlicher Leiter der Stadtverwaltung. Zum 31. Januar 1956 trat er in den Ruhestand.
Er war Mitglied der CDU und wurde am 19. März 1956 mit dem Verdienstkreuz am Bande der Bundesrepublik Deutschland ausgezeichnet.